# Elias Harb
Elias Harb (ar. الياس حرب; ur. 20 marca 1939) – libański strzelec, olimpijczyk. Brat Taniosa, również strzelca.
Brał udział w Letnich Igrzyskach Olimpijskich 1984 (Los Angeles). Wziął udział w skeecie, w którym uplasował się na 57. miejscu w stawce 69 strzelców. 

## Wyniki olimpijskie
| Igrzyska | Konkurencja | Wynik      | Miejsce | Źródło |
| -------- | ----------- | ---------- | ------- | ------ |
| IO 1984  | Skeet       | 174 punkty | 57      | [ 1 ]  |